# روبرت فورستر
روبرت فرستر (آلمانی: Robert Förster؛ زادهٔ ۲۷ ژانویهٔ ۱۹۷۸) دوچرخه‌سوار سابق اهل آلمان است.
وی عضو تیم‌هایی همچون گرواشتاینر، میلرام و یونایتدهلثکر بوده است.